# Katsudon

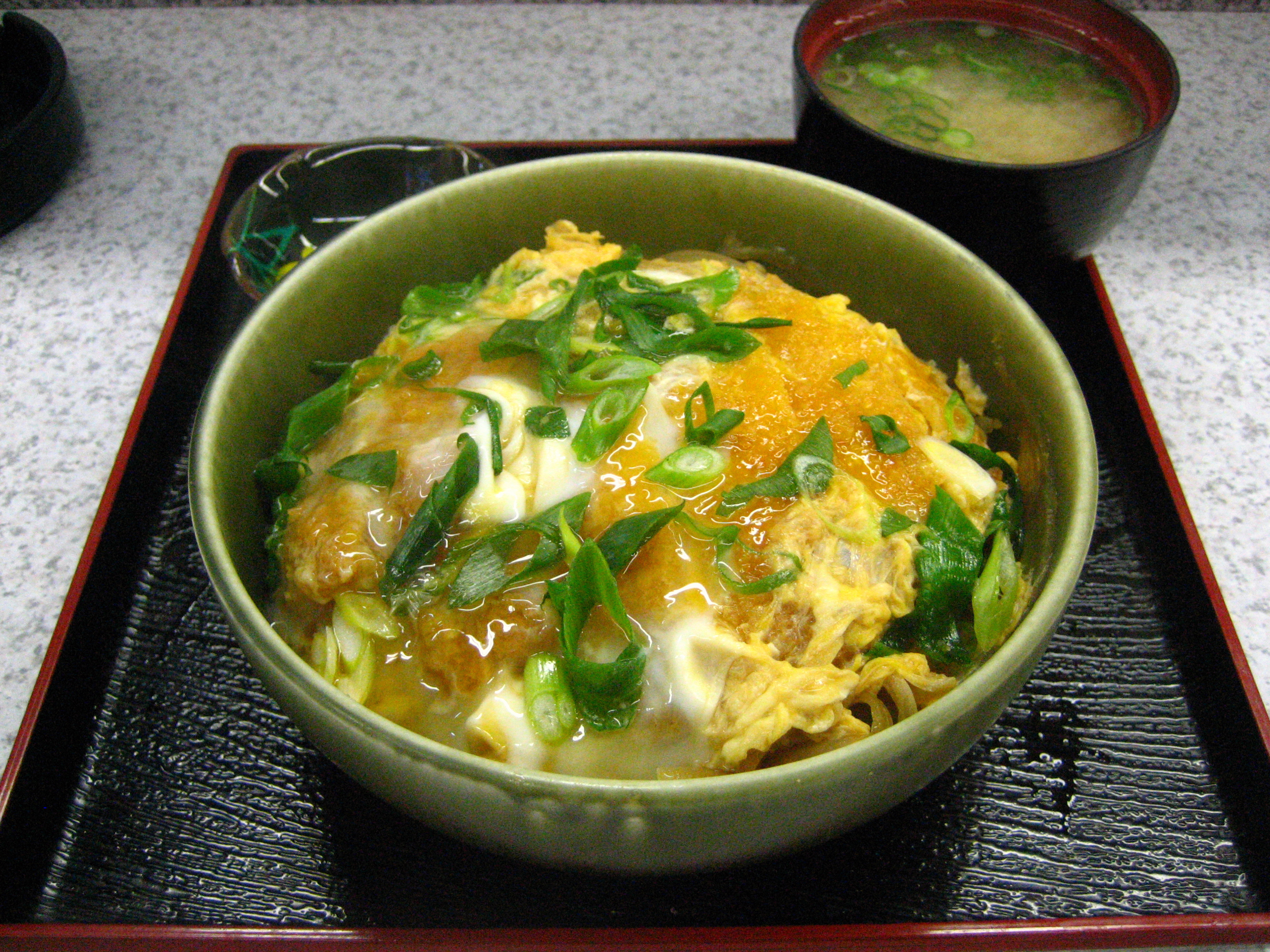
Katsudon

Katsudon (jap. カツ丼) ist ein japanisches Gericht. Der Name setzt sich zusammen aus Tonkatsu (paniertes Schweineschnitzel) und Donburi (Keramikschüssel). Es handelt sich um eine Schüssel Reis, auf die halbgares Ei und ein knuspriges Schnitzel gegeben werden.
Es ist eines der beliebtesten Donburi-Gerichte, neben Tendon (mit Tempura), Gyūdon (mit Rindfleisch) und Oyakodon (mit Ei und Huhn).
Für japanische Schüler und Studenten ist es mittlerweile ein Ritual geworden, vor einem wichtigen Examen Katsudon zu essen, da „katsu“ ein Homophon des Verbs 勝つ katsu ist, welches „gewinnen“ bedeutet.